# 최혜원
최예원은 대한민국의 국악인, 사운드 아티스트, 음악인이다. 현재 2인조 음악 그룹 해파리 (HAEPAARY)에서 활동 중이다.

## 개요
대한민국의 음악인이다. 전통 음악을 기반으로 창작음악, 극음악, 현대음악, 전자음악, 사운드프로그래밍 등과 접점을 찾으려고 노력한다.
무용음악, 연극 등 다양한 작품에서 음악 감독을 맡으며 직접 창작하고 프로듀싱이 모두 가능한 활동을 선보인다.

## 대담 (인터뷰)
- 2021.08.22 GugakFM "원일 여시아문" -대담- 사운드 아티스트 최혜원
- 2021.07.28 "프로듀서/창작자 최혜원" - 헤테로포니 (Heterophony)

## 활동
- 2021.07.09 이데일리 "낯선 종묘제례악, EDM으로 신나게 즐겨요-해파리"
- 2021.07.08 중앙 선데이 "7월의 해파리 중독을 조심하라"
- 2021.05.20 티겟 오픈 (문화체육관광부) 국립극장 공연안내 - 여우락 페스티벌 "해파리"
- 2021.04.15 국악방송, 권송희 모던 심청 중 "영결"' 참여[1]
- 2019 최진한안무 "Down The Rabbit Hole" 음악감독, 한국문화예술위원회 올해의 신작
- 2018.12.18 국악방송, 콘서트 오늘, 권송희 "축원"] 참여[2]
- 2018 정수동안무 "리듬분석" 음악감독, 제21회 크리틱스초이스 댄스페스티벌 최우수작품상,
- 2018 최진한안무 "Woman-돌을 던지다" 음악감독, 서울문화재단 예술작품지원
- 2017 김설진안무 ‘쓰리볼레로’ "볼레로만들기" Livetothe 공동 음악감독, 국립현대무용단
- 2017 신명민연출 연극 "우리별" 음악감독, 서울문화재단 NEWStage 선정작
- 2017 창작집단LAS 연극 "소년B" 음악감독
- 2014.08.13 정가악회, 코브라 프로젝트 "콘솔라상 (Consolação)" 참여[3]
- 2014.01.10 정가악회 "아리랑" 흩어진 노래, 인트로 참여
- 2013.10.08 정가악회 "노닐다" 참여

## 작품
- 2020.12.00 현대 백화점 광고[4]
- 2020.11.00 KT 아이폰 광고2[5]
- 2020.10.00 KT 아이폰 광고1[6]
- 2020.10.00 노블레스 티비 광고[7]
- 2019.00.00 사운드클라우드 1 - 무아, 샘플링
- 2019.00.00 사운드클라우드 2 - 대취타, 12
- 2017.11.18 최혜원 솔로콘서트 #1 국악/스위치

## 경력
- 2017.11.18 최혜원 솔로콘서트 ‘KoreanBeat & Groove’ "Switch" 발표, 서울문화재단 예술작품지원[8]
- 2017.10.18 저니투코리안뮤직 [Alternative8488] 쇼 케이스, 예술경영지원센터[9]
- 2016 ~ 2019 국악방송 ‘바투의 상사디아‘ [불금&국악] 국악샘플링 패널

## 학력
- 상명대학교 문화기술대학원 영상디지털음악
- 서울대학교 음악대학 국악과
- 국립국악고등학교

## SNS
- 최혜원 인스타그램
- 최혜원 홈페이지 보관됨 2021-07-09 - 웨이백 머신
- 최혜원 페이스북
- 최혜원 유튜브
- 최혜원 사운드클라우드

## 5분 검색
- 2021.12.30 "얼이섞다" 하이라이트[10] (10' 04")
- 2021.12.03 앰비규어스댄스컴퍼니/ 완전 파격적인 커튼콜 천안 예술의 전당  (4' 19")